# Список природных (ландшафтных) регионов Северного Рейна-Вестфалии
Северный Рейн-Вестфалия включает в себя такие крупные природные (ландшафтные) территории:
- Часть Рейнских Сланцевых гор:
  - Левобережье Рейна:
    - Айфель

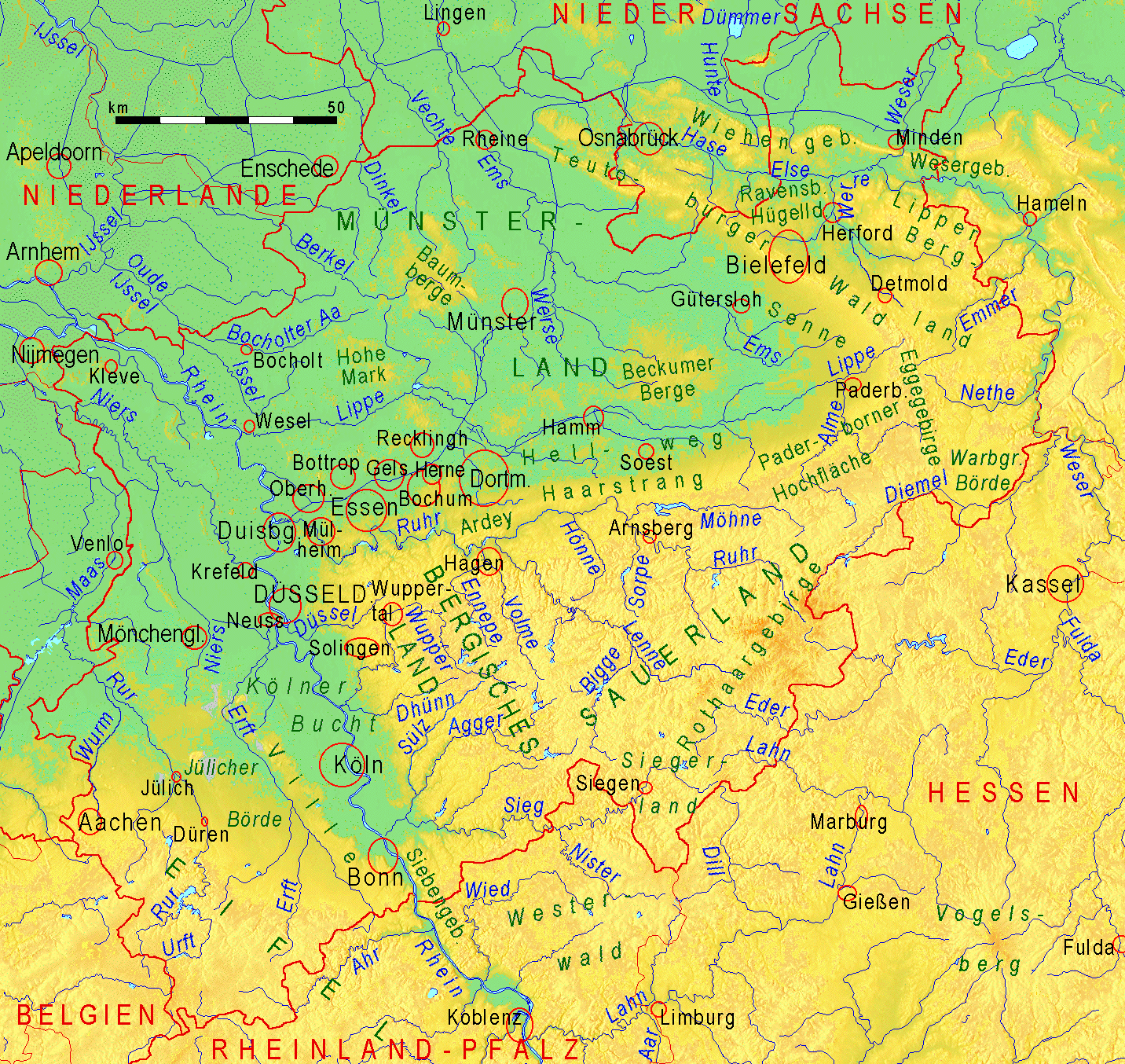
Ландшафтные региона и реки Северного Рейна-Вестфалии

      - Ахенская горно-холмистая страна с Северным Айфелем и Айфелем Рура
      - Высокий Фенн

  - Правобережье Рейна:
    - Зауэрланд
      - Ротхаргебирге
      - Ардайгебирге
      - Харштранг
      - Эббегебирге
      - Леннегебирге
      - Фредебургер Ланд

    - Виттгенштайнер Ланд
    - Бергишес-Ланд
      - Обербергишес Ланд
      - Нидербергишес Ланд

    - Зигерланд
    - Зибенгебирге
- Часть Нижнесаксонской горной страны
  - Везербергланд
    - Виенгебирге (восточный участок)
    - Текленбургер Ланд
    - Тевтобургский Лес/Оснинг
    - Эггегебирге
    - Липпер Бергланд
    - Равенсбергер Ланд
    - Варбургер Бёрде
    - Падерборнское плато
      - Зинтфельд
- Кёльнская низменность
  - Кемпенер Ланд
  - Ангерланд
  - Филле (Рейнская область)/ Форгебирге (Рейнская область)
  - Юлих-Цюльпихер Бёрде
- Нижний Рейн/Нижнерейнская низменность
- Вестфальская бухта/Мюнстерландская бухта
  - Дортмундер Рюкен
  - Эмшерланд
  - Хелльвегбёрден
    - Верль-Уннаер Бёрде
    - Зёстер Бёрде
    - Гезекер Бёрде

  - Хое Марк с Рекенер Куппен
  - Вестенхелльвег
  - Мюнстерланд
    - Кернмюнстерланд
    - Мюнстерлендер Киззандцуг

  - Остмюнстерланд
    - Беккумер Берге
    - Боомберге
    - Дельбрюккер Ланд

  - Вестмюнстерланд
    - Баумберге
    - Хамаланд

  - Зюдмюнстерланд
    - Липперегион
    - Липпер Хёен

  - Зенне
- Вестфальская низменность
  - Минденер Ланд
    - Люббеккер Ланд